# Raseborgs härad
Raseborgs härad är ett härad i Nyland, tidigare i Nylands respektive Södra Finlands län.
Ytan (landsareal) var 1910 1752,7 km²; häradet hade 31 december 1908 32.131 invånare med en befolkningstäthet av 18,3 inv/km².

## Ingående kommuner
De ingående landskommunerna var 1910 som följer:
- Bromarv
- Degerby
- Ekenäs landskommun, finska: Tammisaaren maalaiskunta
- Ingå, finska: Inkoo
- Karis, finska: Karjaa
- Karislojo, finska: Karjalohja
- Pojo, finska: Pohja
- Sammatti
- Snappertuna
- Svartå, finska: Mustio
- Tenala, finska: Tenhola

Karis köping skildes från landskommunen 1930. Degerby inkorporerades i Ingå 1946. Sammatti och Karislojo överfördes till Lojo härad 1952. Karis landskommun införlivades 1969 i köpingen, som 1977 blev stad. Bromarv delades mellan Tenala och Hangö 1977. Ekenäs stad införlivade landskommunen och Snappertuna 1977 och Tenala 1993.
Ekenäs och Hangö städer överfördes till häradet vid häradsreformen 1996. Ekenäs, Karis och Pojo slogs samman till Raseborgs stad 2009. Därmed består häradet av Raseborg, Hangö och Ingå.